# ماجو برقة
 ماجو بن حملقار برقا ، (243 ق.م. - 203 ق.م.)، قائد قرطاجي لعب دورا هاما في الحرب البونيقية الثانية، تولى قيادة قوات قرطاجنة ضد الرومان في هسبانيا، غاليا كيسالبينا وإيطاليا، وهو الابن الثالث لحملقار برقا، وشقيق حنبعل وصدربعل برقا.
لا يُعرف سوى القليل عن نشأته، إلا أنه، خلافا لأشقائه، لم يرد ذكره في الكمين الذي قتل فيه والده في عام 228 ق.م.

## في شبه الجزيرة الإيطالية
كان ماجو من بين الضباط الذين رافقوا حنبعل إلى شبه الجزيرة الإيطالية. وكان من بينهم ماهربعل وهانو الكبير وقرطالو. 
غزا ماجو مع حنبعل إيطاليا، ولعب دورا رئيسيا في العديد من المعارك. ففي معركة تريبيا قاد الكتيبة التي نصبت كمينا للرومان، وبعثرت صفوفهم في المعركة. بعد المعركة، تولى ماجو حراسة مؤخرة الجيش القرطاجي عندما سار جنوبا باتجاه «لاتينيوم» عبر مستنقعات أينو. كما شارك في معركة كاناي.
بعد كاناي، أرسلت حنبعل ماجو مع كتيبته إلى قلورية (في جنوب إيطاليا). اكتسح ماجو عدة مدن وفرض السيطرة القرطاجية عليها. ومن قلورية، أبحر ماجو إلى قرطاجنة، وترك هانو الكبير قائداً للحامية القرطاجية. وفي قرطاجنة، قدم ماجو الخواتم الذهبية التي كان يرتديها الارستقراطيين الرومان الذين سقطوا في معركة كاناي إلى مجلس الشيوخ القرطاجي، وطلب تعزيزات لحنبعل. وهذا ما جعل مؤيدي حنبعل في مجلس الشيوخ يتهكمون على خصومهم، الذي كان يعارضون بشدة إرسال أي مساعدات لحنبعل. مما جعل أعضاء مجلس الشيوخ يقررون دعم جيش حنبعل، بـ 12,000 جندي مشاة و1,500 فارس و 20 فيلاً حربياً.
ولكن، مع وصول أنباء عن الهزيمة الكارثية في معركة درتوسا، أُرسل ماجو وجيشه إلى هسبانيا لتعزيز صدربعل برقا. في الوقت نفسه، أُرسلت قوة من 4,000 الخيالة النوميد و 40 فيلاً حربياً إلى قلورية، رافقها الأسطول القرطاجي تحت قيادة بوملقار.

## الحملة الأيبيرية
وعلى الرغم تولى صدربعل برقا قيادة القوات القرطاجية في هسبانيا، إلا أنه تقاسم القوات مع ماجو برقا وصدربعل جيسكو، كان هذا التقسيم ذا عواقب وخيمة فيما بعد. كانت الكتائب القرطاجية الثلاث في اشتباك مع القوات الرومانية بقيادة الأخوين بابليوس سكيبيو وجنايوس سكيبيو بين عامي 215 ق.م - 212 ق.م. في عام 214 ق.م.، نصب ماجو كميناً لفرسان بابليوس سكيبيو، قتل منهم 2,000 فارس، كما ساعد أيضا في إبقاء القبائل الأيبيرية على ولائها لقرطاجنة.
تمكن القرطاجيون من الحفاظ على توازن القوى في هسبانيا على الرغم من الجهود التي تبذلها الأخوين سكيبيو، لكنهم فشلوا في إرسال أي مساعدات لحنبعل. كما استطاع صدربعل برقا العبور إلى إفريقية بجيشه لسحق تمرد الملك النوميدي صيفاقس، في عام 212 ق.م.، دون أن يجد ماجو وصدربعل جيسكو صعوبة في حراسة ممتلكات القرطاجيين في أيبيريا، على الرغم من تفوق الرومان العددي أثناء غياب صدربعل برقا.
في عام 211 ق.م.، بدأ الأخوان سكيبيو هجوما كبيرا، واستطاعوا فصل الجيوش القرطاجية، إلى 10,000 جندي مع صدربعل جيسكو قرب قادس، 10,000 أخرى مع ماجو، و 15,000 جندي مع صدربعل برقا، وعزموا على مواجهة القرطاجيين في وقت واحد وتدمير جيوشهم.
كان التنسيق بين الجيوش الثلاثة القرطاجية جيداً فهزموا الرومان وقتل الأخوين سكيبيو وتم تدمير معظم القوات الرومانية في هسبانيا في هذه المعارك. قسم الرومان جيشهم، لجزئين 20,000 جندي مع بابليوس سكيبيو اتجهوا غرباً لمهاجمة ماجو، و 35,000 مع جنايوس سكيبيو لمهاجمة صدربعل برقا. سار صدربعل جيسكو للانضمام إلى ماجو، وساعدهم الفرسان النوميديين بقيادة ماسينيسا، وهزموا الرومان وقتل بابليوس سكيبيو، ثم انضموا لصدربعل برقا وهزموا جنايوس سكيبيو والذي قتل أيضاً، وذلك خلال 23 يوماً. إلا أن افتقارهم إلى التنسيق فيما بينهم بعد المعركة أدى إلى فرار الباقين على قيد الحياة من الرومان، وهم نحو 8,000 رجلاً، شمال نهر أبرة، والذين جرى تعزيزهم بـ 20,000 جندي روماني بعد ذلك في عام 210 ق.م.
في عام 209 ق.م.، استغل سكيبيو الإفريقي عدم وجود تنسيق بين القادة القرطاجيين، والتباعد بين جيوشهم، فاحتل قرطاجنة. كان ماجو وجيشه على مسيرة 3 أيام في ذلك الوقت. وبالتالي، نقل القرطاجيون قاعدتهم إلى قادس.
في عام 208 ق.م.، وبعد معركة بيكولا، غادر صدربعل برقا هسبانيا لغزو إيطاليا وتعزيز شقيقه حنبعل. انتقل ماجو مع جيشه إلى المنطقة الواقعة بين نهر تاجة ونهر دويرو مع هانو الذي وصل إلى أيبيريا حديثا. وبعد أن أنهوا مهمتهم بنجاح، انقسم الجيش إلى قسمين واسترخوا في معسكراتهم. وفوجئوا بهجوم الرومان عليهم بقيادة «ماركوس سيلانيوس» في عام 207 ق.م. ووقع هانو في الأسر، ولكن ماجو تمكن من قيادة بضعة آلاف من الناجين إلى قادس، حيث انضم مع إلى قوات صدربعل جيسكو. فرق القرطاجيين جيشهم في عدة بلدات، وركزوا على تجنيد قوات جديدة. أحبطت هذه الاستراتيجية سكيبيو الإفريقي ولم يتمكن من استدراج القرطاجيون لمعركة حاسمة في ذلك العام. داهم ماجو الجيش الروماني مع فرسانه. لكن بُعد نظر سكيبيو الإفريقي، جعله يبقى فرسانه خارج معسكره، ففشلت هذه الغارة.
بعد معاناة الهزيمة في معركة إليبا في عام 206 ق.م.، عاد صدربعل جيسكو إلى إفريقية، وتراجع ماجو مع فلول جيشه إلى قادس، وأصبح غير قادر على مواجهة القوات الرومانية. وفي عام 205 ق.م.، وقاد غارة على مدينة قرطاجنة الأيبيرية، إلا أنه عانى من خسائر فادحة. ولدى عودته، وجد أبواب قادس مغلقةً في وجهه، فأبحر بعيدا إلى جزر البليار بعد أن صلب قضاة المدينة بتهمة الخيانة.

## الحملة القرطاجية الثالثة على إيطاليا
قاد ماجو حملة لغزو إيطاليا (هذه المرة عن طريق البحر) مع 15,000 من الرجال في أوائل صيف عام 205 ق.م. أبحر الجيش من جزيرة مينوركا إلى ليغوريا تحت حراسة 30 سفينة قرطاجية وتمكن ماجو من احتلال جنوة، وسيطر على شمال إيطاليا لما يقرب من ثلاث سنوات، حارب فيها القبائل الجبلية وقام بتجميع قوات. كرس الرومان 7 فيالق لحماية شمال إيطاليا، لكنه خاض أي معركة. في عام 204 ق.م.، عززت قرطاجنة ماجو بـ 6,000 جندي مشاة وبعض الفرسان. رفض الرومان الاشتباك مع القرطاجيين في معركة، ولكنهم منعوا ماجو من الوصول إلى حنبعل.
أصيب ماجو في معركة في غاليا كيسالبينا، وأرسلت قرطاجنة في طلبه هو وأخوه حنبعل للمساعدة في الدفاع عن المدينة. أبحر ماجو وجيشه من إيطاليا في عام 202 ق.م. تحت الحراسة الأسطول القرطاجي، بدون مضايقات من البحرية الرومانية. ولكن، قبل وصوله إلى قرطاجنة، مات في عرض البحر متأثرا بإصابته.
ويمكن وصف ماجو بأنه قائداً ميدانياً من تصرفاته في المعارك، حيث أن فشله قد يقضى على الجيش القرطاجي. كما كان قادراً على قيادة الفرسان، ونصب الكمائن المتكررة للرومان في إيطاليا وايبيريا.

## وصلات خارجية
- Livius.org: Mago Barca